# Dźampur
Dźampur (pendżabski/urdu: جام پُور) – miasto w Pakistanie, w prowincji Pendżab. W 2017 roku liczyło 87 858 mieszkańców.